# Émile Lepron
Émile Lepron (1870-1905) fue un deportista francés que compitió en remo. Ganó dos medallas en el Campeonato Europeo de Remo, bronce en 1893 y oro en 1894.

## Palmarés internacional
| Campeonato Europeo | Campeonato Europeo | Campeonato Europeo | Campeonato Europeo |
| Año                | Lugar              | Medalla            | Prueba             |
| ------------------ | ------------------ | ------------------ | ------------------ |
| 1893               | Orta (Italia)      | Medalla de bronce  | Scull individual   |
| 1894               | Mâcon (Francia)    | Medalla de oro     | Ocho con timonel   |